# Anna Ehrner

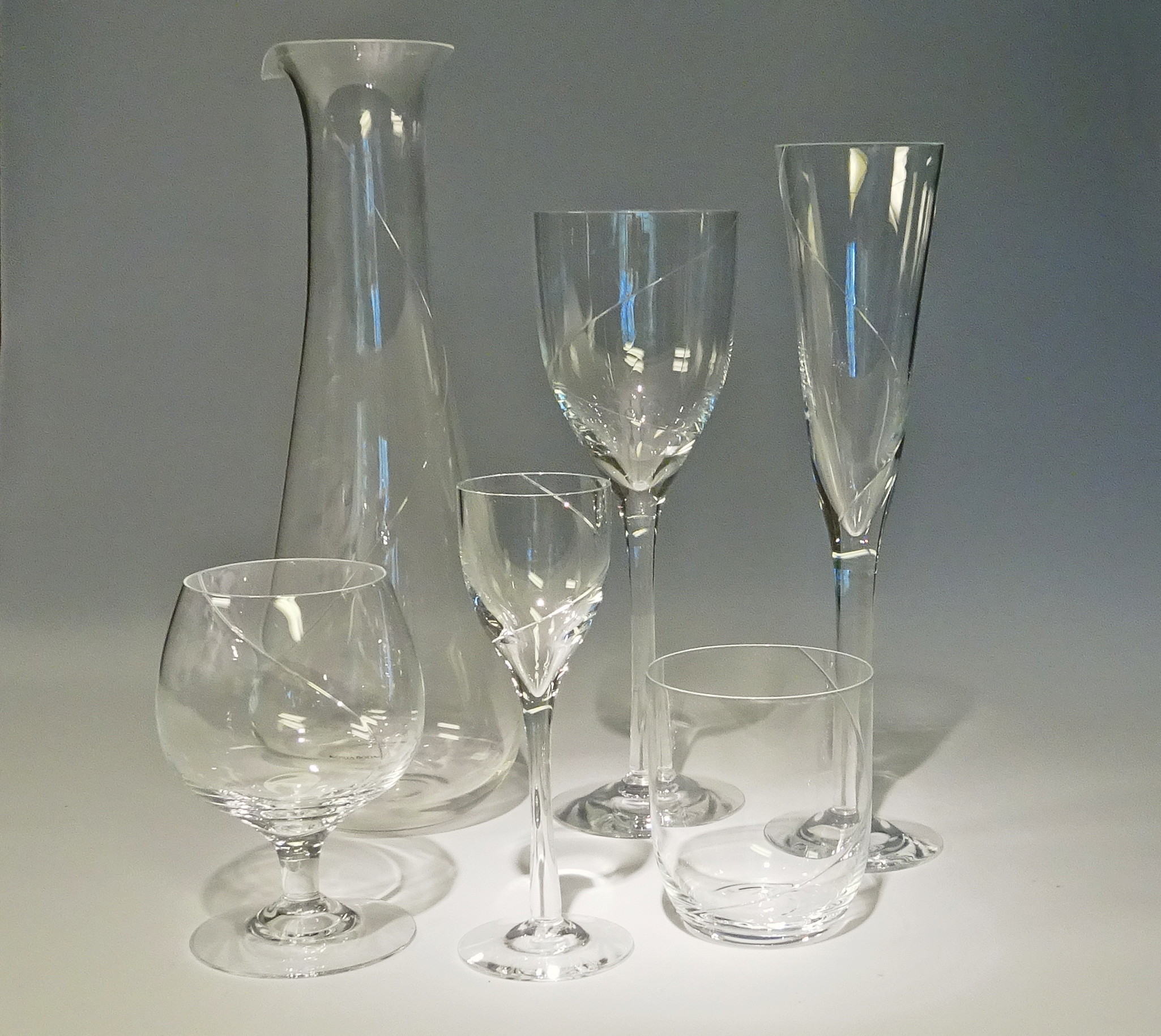
Anna Ehrners glasserie Line, introducerad 1982.

Anna Bosdotter Ehrner Eriksson, född 24 maj 1948 i Danderyd är en svensk formgivare och glaskonstnär. Hon har även arbetat som lärare på Konstfack
Anna Ehrner har samarbetat med Kosta Boda sedan 1974. Hennes glasserie Line, är en av Sveriges mest sålda serviser genom tiderna.
Ehrner finns representerad på Röhsska museet, Nationalmuseum, Kalmar konstmuseum och Musée des Arts Decoratifs i Paris. Hon har belönats med utmärkelsen Utmärkt Svensk Form.